# Meeresleuchten
Als Meeresleuchten werden Lichterscheinungen im Meer bezeichnet, die der Biolumineszenz zugerechnet werden. Meeresleuchten kann sowohl an der Küste als auch im offenen Meer beobachtet werden.

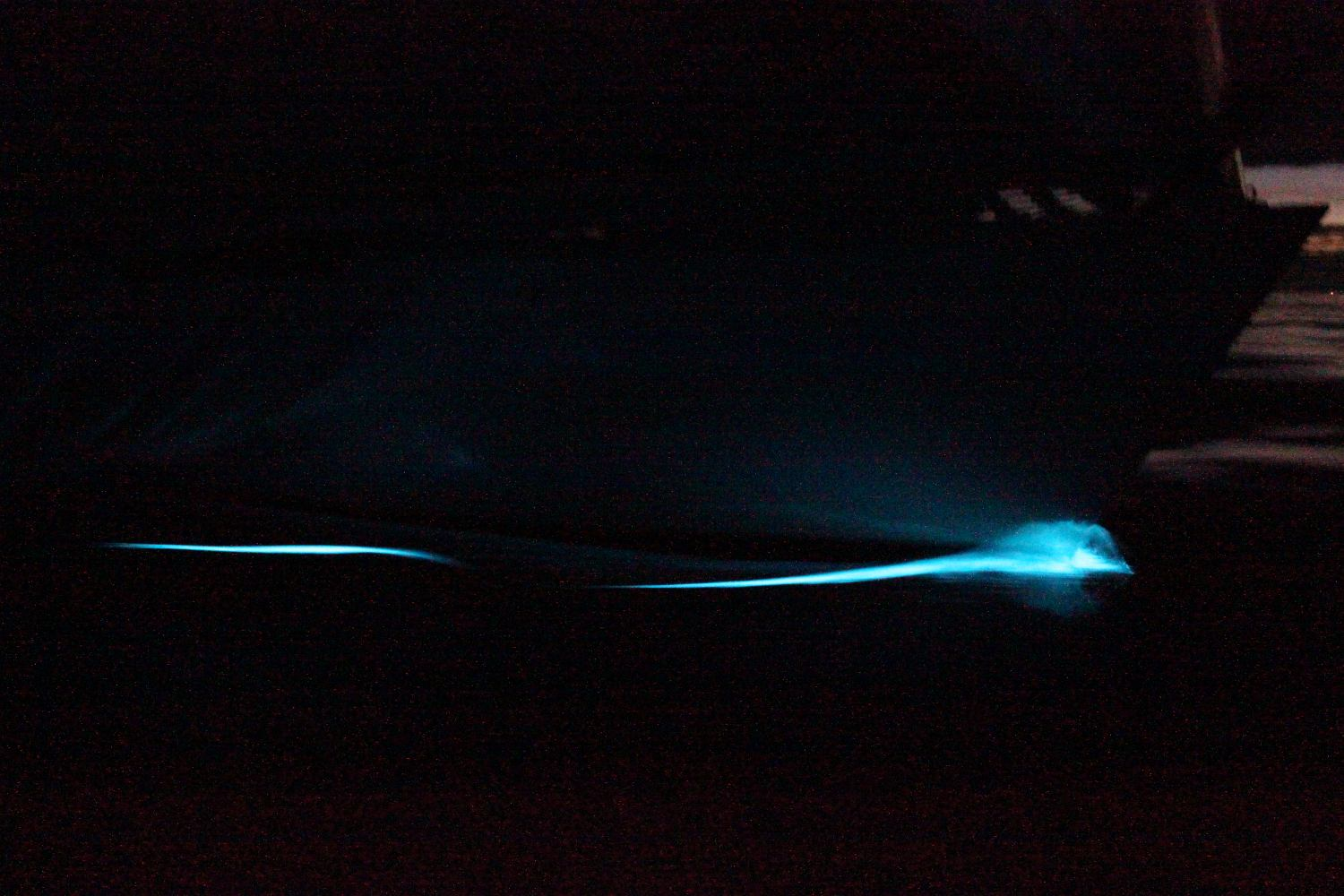
Bugwellemeeresleuchten

## Biologie des Meeresleuchtens

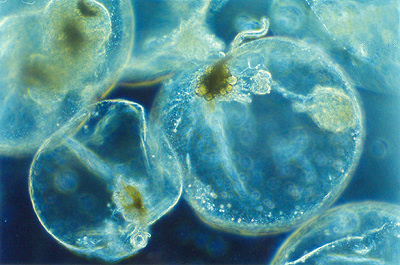
Noctiluca scintillans

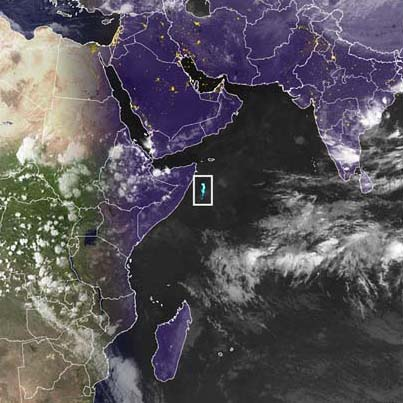
Milky sea vor der somalischen Küste am Horn von Afrika

Das klassische Meeresleuchten wird durch Ansammlungen von Mikroorganismen erzeugt und gehört damit zum Phänomen der Biolumineszenz. Zu den Organismen, die ein Meeresleuchten auslösen können, gehören unter anderem Dinoflagellaten, wie etwa Noctiluca scintillans, Pyrocystis fusiformis und Pyrocystis noctiluca, die auch an den sogenannten Roten Tiden beteiligt sind. Dinoflagellaten sind Einzeller, die zu den Algen gerechnet werden.
Beim Meeresleuchten scheint das Meerwasser blau bis grün zu lumineszieren. Tatsächlich leuchtet aber nicht das Meerwasser selbst, sondern die im Seewasser befindlichen Kleinstlebewesen senden nach Berührungsreiz mehr oder weniger lange andauernde Lichtsignale aus.
Dass das Leuchten durch Berührungsreize ausgelöst wird, lässt sich am Strand beobachten. Wenn in der Brandung Meeresleuchten zu beobachten ist, kann man es auch im Sand des Strandes hervorrufen, indem man mit den Händen oder Füßen über den Sand streicht. Die Organismen, die man dabei berührt, werden als kleine leuchtende Punkte sichtbar.
Meeresleuchten ist nur gelegentlich anzutreffen, denn die erforderlichen Mikroorganismen treten nicht immer in erforderlicher Konzentration im Meerwasser auf. Die genauen Rahmenbedingungen für das Auftreten der Mikroorganismen sind bisher nicht restlos geklärt.
Die Arbeitsgruppe um den amerikanischen Biologen Michael Latz am kalifornischen Meeresforschungsinstitut Scripps Institution of Oceanography entwickelt Methoden, um die Biolumineszenz des Meeresleuchtens zur Strömungsforschung, z. B. zur Entwicklung von verwirbelungsarmen Schiffsrümpfen, einzusetzen.
„Künstliches Meeresleuchten“ nach dem Prinzip der Chemolumineszenz lässt sich unter Verwendung von Luminol erzeugen.
Auf die Erzeugung durch Mikroorganismen wies schon Christian Gottfried Ehrenberg 1835 hin.

## Berichte aus dem 17. und 18. Jahrhundert
Zweimal jährlich erscheint Meeresleuchten rund um die Banda-Inseln, das als Mare album von Georg Eberhard Rumpf ausführlich beschrieben wurde. Er hatte dieses Phänomen wohl vor 1670 auf den Molukken beobachtet. Rumpf konnte das Phänomen selbst nicht mehr untersuchen, weil er ab 1670 erblindete und kein Mikroskop besaß.
Ein ähnliches Phänomen hatte der Erfurter Ernst Christoph Barchewitz auf der Bandasee beobachtet, als er auf Leti weilte.

## Meeresleuchten in der fantastischen Literatur
Meeresleuchten tauchte immer wieder in historischen Berichten von Seeleuten und danach in der Belletristik auf, zum Beispiel in Jules Vernes 20.000 Meilen unter dem Meer.
Im Kinderbuch Jim Knopf und die Wilde 13 von Michael Ende (erschienen 1962) hat das Meeresleuchten eine Schlüsselrolle: Jim Knopf muss helfen, das Meeresleuchten zu reparieren, um das Reich der Meerjungfrauen und Meermänner zu erleuchten. In Endes Buch entsteht das Meeresleuchten allerdings durch das Einschalten des großen Gurumusch-Magneten.
In dem Kinderbuch „Die unglaubliche Geschichte von der Riesenbirne“ von Jakob Martin Strid fahren Mika, Sebastian und Professor Glykose auf der Suche nach der  geheimnisvollen Insel durch das nachtschwarze Meer. Dort glühen tausende kleiner Lichter in allen Farben und bilden Muster, die sich drehen und umherwirbeln. Laut Professor Glykose handelt es sich um magnetisches Meeresleuchten. Als er versucht, die Lichter mit einem Kescher einzufangen, knistern sie wie ein kleines Feuerwerk und werden zu Ruß.